# Santa María Quelites
Santa María Quelites es una localidad, localizada en el municipio de Tepeji del Río de Ocampo en el estado de Hidalgo, México. 

## Geografía
Se encuentra en la región geográfica del Valle del Mezquital; a la localidad le corresponden las coordenadas geográficas 19° 51’ 15.687” de latitud norte y 99° 20’ 50.550” de longitud oeste; con una altitud de 2165 m s. n. m. Cuenta con un clima templado subhúmedo con lluvias en verano, de humedad media.
En cuanto a fisiografía se encuentra en la provincia del Eje Neovolcánico, dentro de la subprovincia de Lagos y Volcanes de Anáhuac; su terreno es de lomerío. En lo que respecta a la hidrografía se encuentra posicionado en la región del Pánuco, dentro de la cuenca del río Moctezuma, y en la subcuenca del río El Salto.

## Demografía
En 2020 registró una población de 2397 personas, lo que corresponde al 2.65 % de la población municipal; de los cuales 1161 son hombres y 1236 son mujeres.
| Gráfica de evolución demográfica de Santa María Quelites entre 1900 y 2020                   |
|                                                                                              |
| Población de los censos y conteos del Instituto Nacional de Estadística y Geografía (INEGI). |